# Mike Hart (Sänger)
Michael William „Mike“ Hart (* 3. Dezember 1943 in Bebington; † 22. Juni 2016) war ein englischer Singer-Songwriter und Poet.

## Biografie
Hart wurde in Bebington, Merseyside, in der Nähe von Liverpool geboren.
1962 gründete Hart die Band The Roadrunners, die unter anderem im Cavern Club und im Hamburger Star-Club auftrat.
1965 schloss er sich der Liverpool Scene an, einem Poesie- und Musik-Kollektiv. Nach einem Album mit dieser Gruppe im Jahr 1968 brachte er 1969 das Soloalbum Mike Hart Bleeds heraus, produziert von John Peel, veröffentlicht auf Peels Label Dandelion Records. Der Song Almost Liverpool 8 wurde von Peel für seine Peelennium-Liste ausgewählt.
Auch Harts zweites Soloalbum Basher, Chalky, Pongo and Me erschien 1972 bei Dandelion. 1980 begann er, ein drittes Album aufzunehmen, das jedoch unvollendet blieb. Später wurden die fünf erhaltenen Songs online veröffentlicht.
Mike Hart starb 2016 im Alter von 72 Jahren.

## Diskografie

### Mit The Roadrunners
- 1964: Twist Time im Star-Club Hamburg – 4 (Ariola S 71 225 IT), Deutschland
- 1964: Rock Generation Vol. 5 – The First Rhythm & Blues Festival In England (2 Titel der Band als „The Liverpool Roadrunners“) (BYG Records 529.705), Frankreich
- 1965: The Roadrunners in Pantomania EP (2 Titel der Roadrunners, 1 Titel von Chris Edwards mit den Roadrunners, 1 Titel von Chris Edwards & Clive Wood) (Cavern Sound 2BSN L7)
- 1965: Star-Club Show 2 (Star-Club Records 148 001 STL), LP zusammen mit Shorty & Them, Deutschland
- 1994: Star-Club Show 2 (Repertoire Records IMS 7014) CD mit dem Originalalbum plus Titel von Rock Generation Vol. 5 und der Pantomania-EP

### Mit The Liverpool Scene
- 1968: The Amazing Adventures Of … (RCA Records SF 7995)
- 1970: Heirloon (RCA Records SF8134)
- 2009: The Amazing Adventures Of … The Liverpool Scene (Kompilation Doppel-CD, Esoteric Recordings ECLEC22138, mit Non-Album-Tracks)

### Mike Hart
- 1969: Mike Hart Bleeds (Dandelion Records S 63756)
- 1972: Basher, Chalky, Pongo And Me (Dandelion Records 2310 211), als „Mike Hart & Comrades“
- 1974: Son, Son / Bad News Man (Deram Records DM 409), Single
- The Lost Sessions (5 Titel aufgenommen 1980 für ein geplantes neues, nicht veröffentlichtes Album; als Remaster zum kostenlosen Download online gestellt)